# Velden am Wörther See
Velden am Wörther See (alternative Schreibweise: Velden am Wörthersee [ˈfelden] (slowenisch Vrba na Koroškem)) ist eine Marktgemeinde mit 9183 Einwohnern (Stand 1. Jänner 2025) im Bezirk Villach-Land im österreichischen Bundesland Kärnten. Außerdem ist Velden am Wörther See ein gesetzlich anerkannter Luftkurort sowie einer der bekanntesten und beliebtesten Fremdenverkehrsorte Österreichs.

## Geographie
Velden umgreift die Westbucht des Wörthersees.

### Gemeindegliederung
Die Marktgemeinde Velden ist in acht Katastralgemeinden (Augsdorf, Duel, Kerschdorf ob Velden, Köstenberg, Latschach an der Drau, Lind ob Velden, St. Egyden, Velden am Wörther See) gegliedert und umfasst 30 Ortschaften (Einwohnerzahlen Stand 1. Jänner 2025):
- Aich (Dob) (145)
- Augsdorf (Loga Vas) (476)
- Bach (Potok) (118)
- Dieschitz (Deščice) (104)
- Dröschitz (Trešiče) (224)
- Duel (Dole) (167)
- Fahrendorf (Borovniče) (125)
- Göriach (Gorje) (288)
- Kantnig (Konatiče) (2)
- Kerschdorf (Črešnje) (291)
- Köstenberg (Kostanje) (142)
- Kranzlhofen (Dvor) (207)
- Latschach (Loče) (113)
- Lind ob Velden (Lipa ob Vrbi) (989)
- Oberdorf (Zgornja vas) (298)
- Oberjeserz (Zgornje Jezerce) (186)
- Oberwinklern (Vogliče) (181)
- Pulpitsch (Polpače) (57)
- Rajach (Sreje) (220)
- Saisserach (Zajzare) (13)
- St. Egyden (Šentilj) (324)
- Selpritsch (Žoprače) (831)
- Sonnental (395)
- Sternberg (Šentjurij na Strmcu) (80)
- Treffen (Trebinja) (66)
- Unterjeserz (Spodnje Jezerce) (227)
- Unterwinklern (Spodnje Vogliče) (49)
- Velden am Wörther See (Vrba) (2421)
- Weinzierl (Vinare) (140)
- Wurzen (Koren) (304)

### Nachbargemeinden

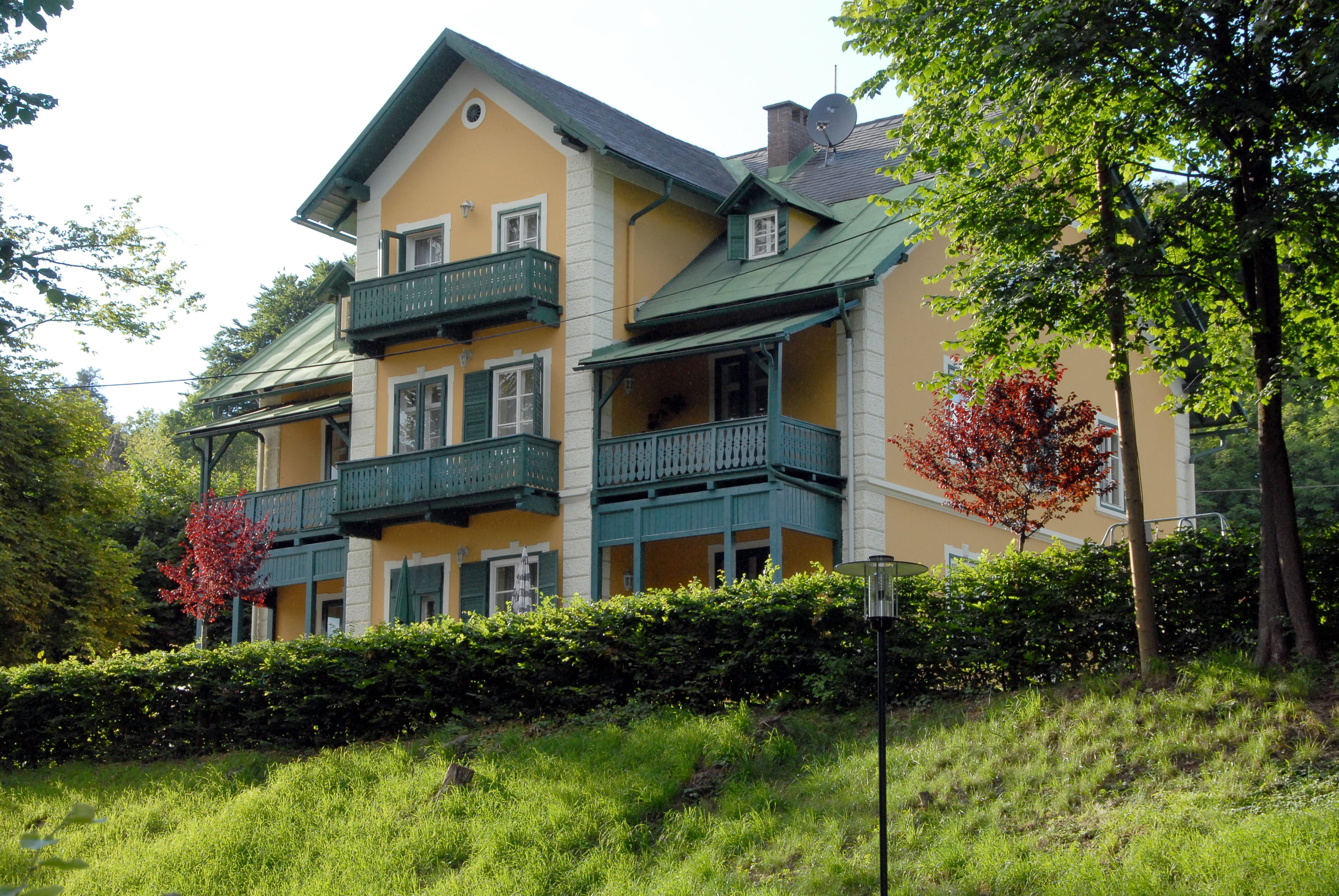
Villa Carinthia, Bahnhofstraße 26

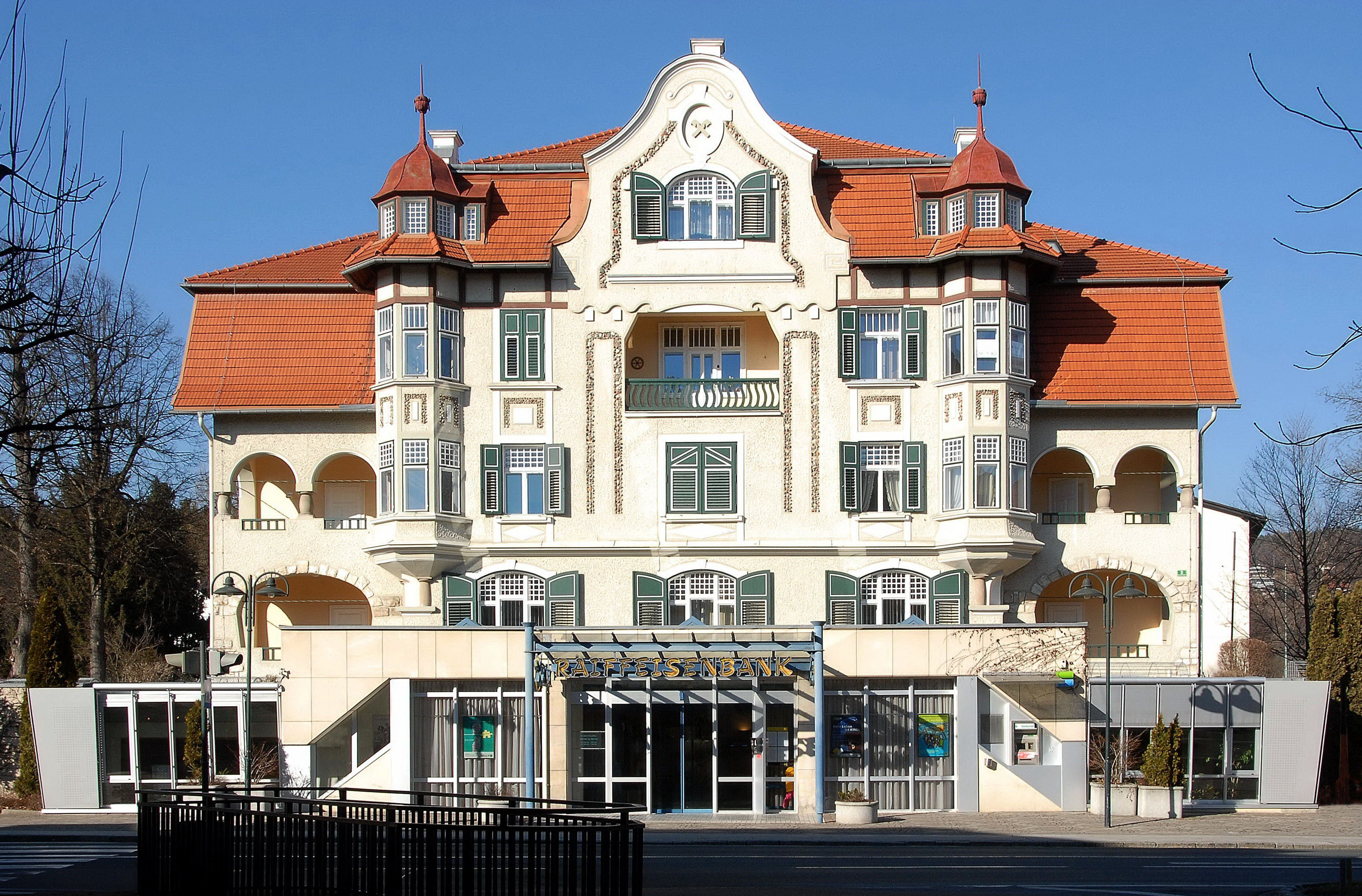
Wörthersee-Architektur: Hotel Kointsch, Franz Baumgartner 1909

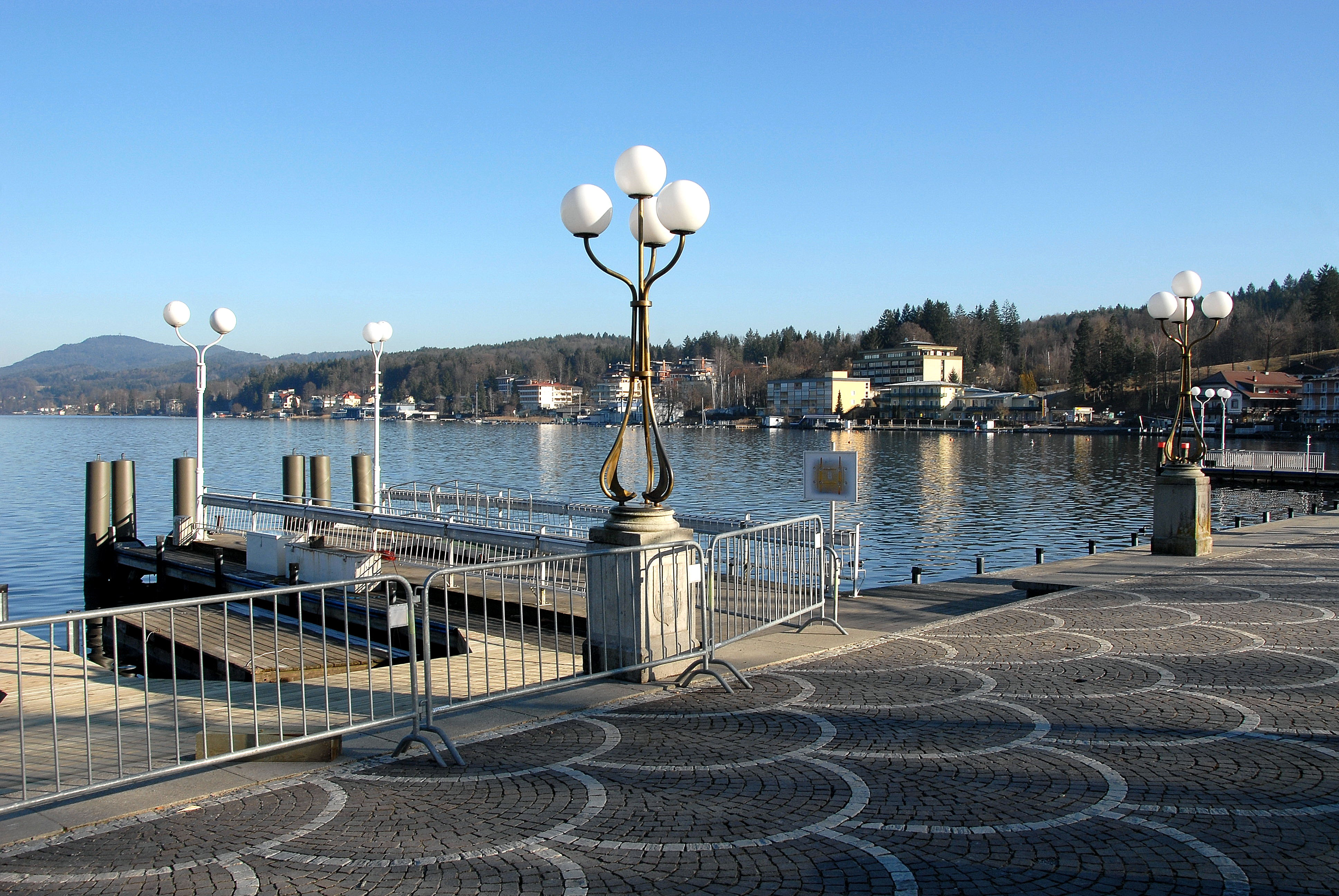
Seepromenade mit Schiffanlegestelle

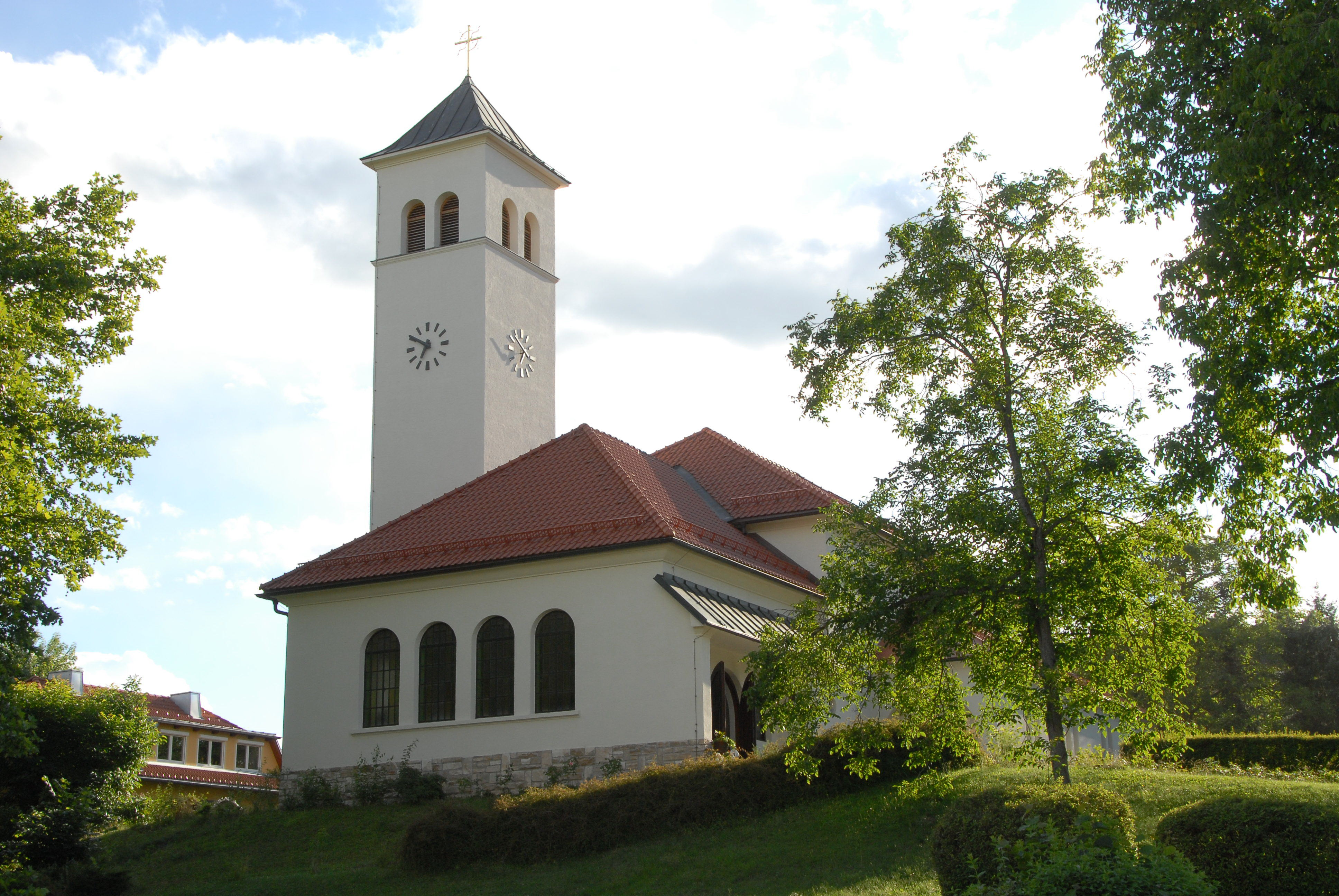
Katholische Pfarrkirche Unsere Liebe Frau

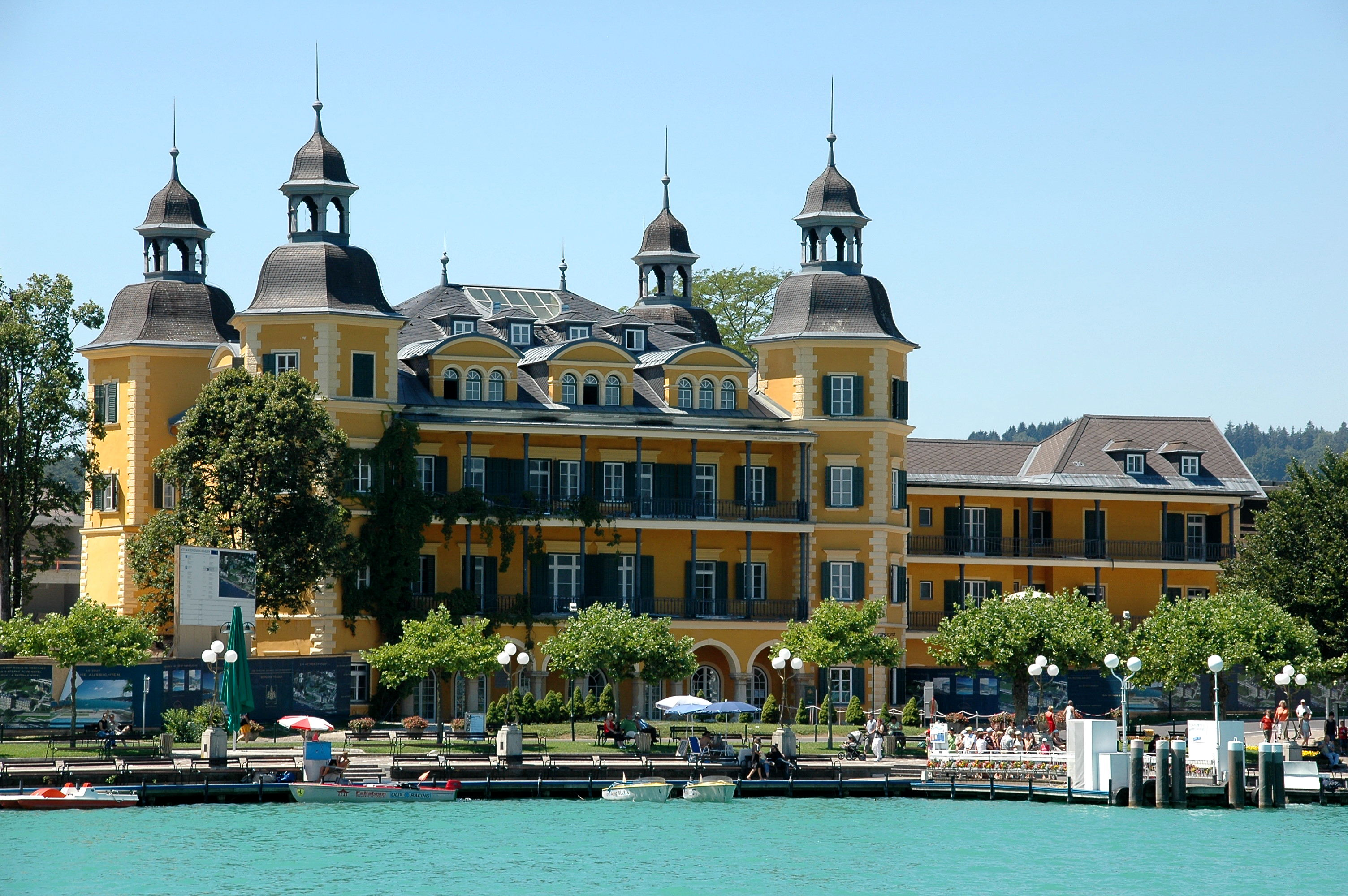
Schloss Velden, Kern des Schlosshotels

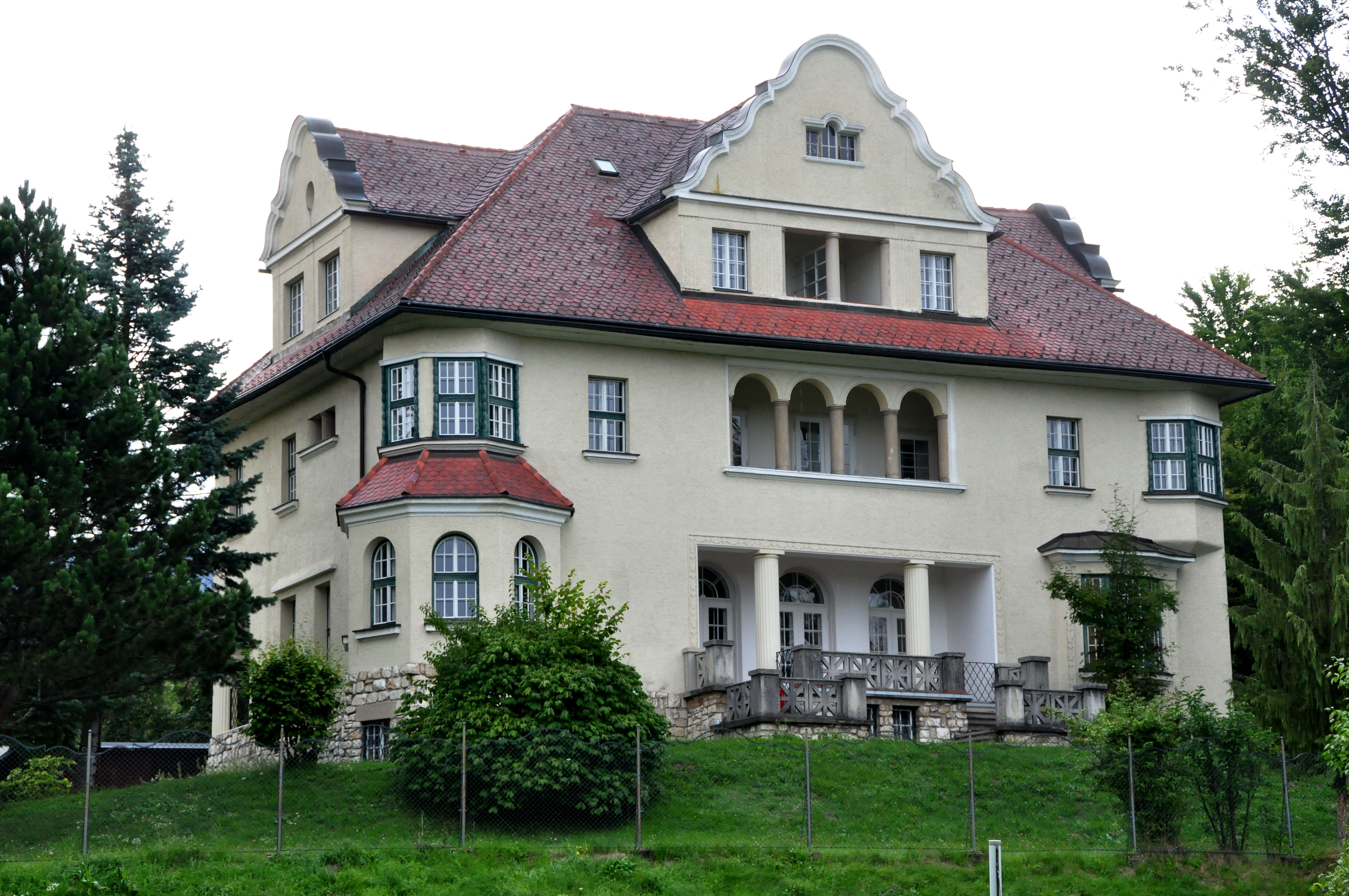
Villa Maire in Unterwinklern

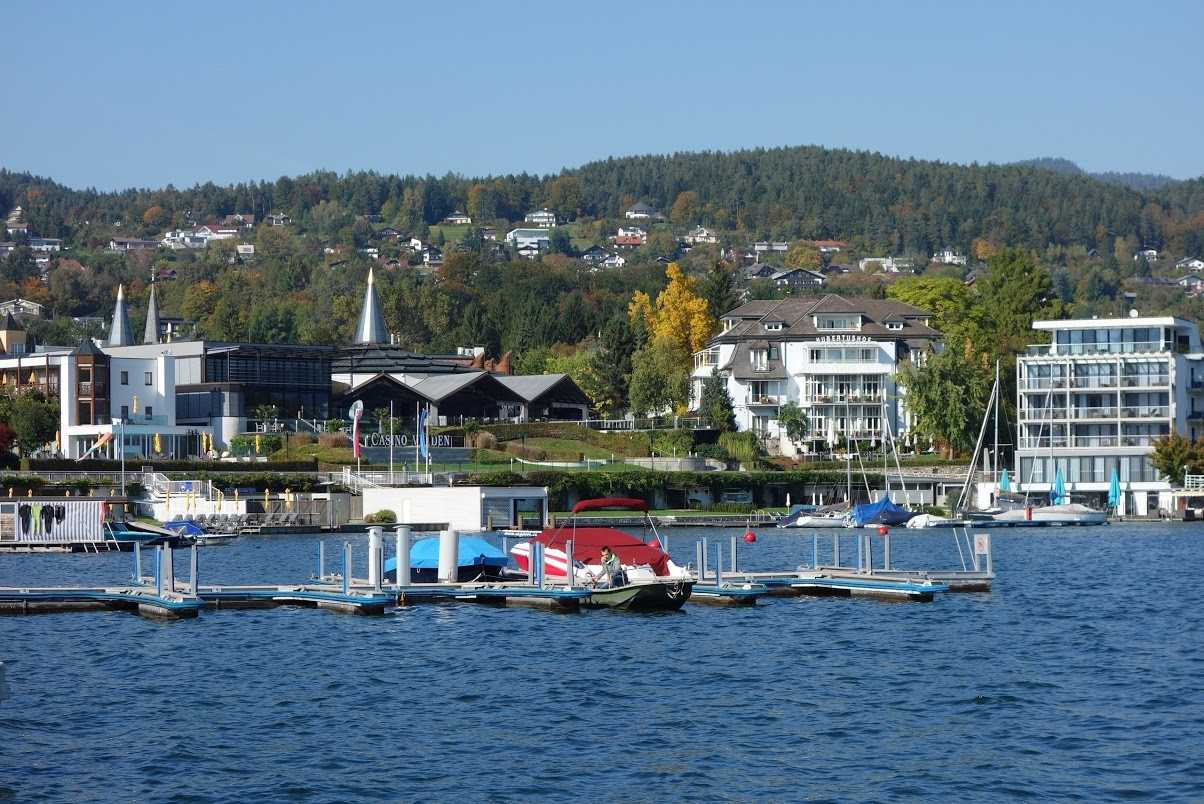
Casino Velden

| Ossiach  | Feldkirchen in Kärnten                      |                               |
| Wernberg | Kompassrose, die auf Nachbargemeinden zeigt | Techelsberg Schiefling am See |
| Rosegg   | Sankt Jakob im Rosental                     | Ludmannsdorf                  |

## Geschichte
Die älteste urkundliche Erwähnung Veldens stammt aus dem Jahr 1150. Der Name leitet sich von Velben (Weide) ab.
Seit dem 12. Jahrhundert gehörte das Gebiet des heutigen Velden zur Herrschaft der Burg Hohenwart, die im Lauf der Jahrhunderte im Besitz der Grafen von Ortenburg und Cilli, des Millstätter St. Georgsritterordens und schließlich der Habsburger war. Im Jahr 1545 erwarb die Familie Khevenhüller die Herrschaft über Landskron und damit auch über Velden. Die ab dem Jahr 1603 selbstständige Herrschaft Velden ging im Zuge der Gegenreformation im Jahr 1629 in den Besitz der Grafen von Dietrichstein über.
Bei der Auflösung der Herrschaft durch das Gemeindegesetz vom 17. März 1849 umfasste das Gemeindeterritorium die Katastralgemeinden Velden, Augsdorf, Duel, Lind Emmersdorf, Kerschdorf, Köstenberg und Sand. Am 1. Jänner 1850 wurde aus diesen Gemeinden die selbstständige Großgemeinde Velden, die im 19. und 20. Jahrhundert mehrmals ihre Größe änderte. Bei der Neuordnung der Gemeindestruktur in Kärnten 1972/73 wurde das Gemeindegebiet etwa auf die Größe des Jahres 1850 zurückgeführt.
Im Jahr 1853 nahm die Linienschifffahrt am Wörthersee mit dem Raddampfer „Maria-Wörth“ ihren Betrieb auf. Elf Jahre später wurde die Region Wörthersee durch einen Ausbau der Drautalbahn, heute Südbahn genannt, an das Eisenbahnnetz angeschlossen. Im selben Jahr, und zwar 1864, begann mit der Eröffnung der ersten Badeanstalt in Velden, der bald weitere folgen sollten. Damit ging auch die Entwicklung Veldens zum Kurort einher.
Am 13. März 1881 ereignete sich ein Großbrand, der das alte, ländlich geprägte Ortsbild Veldens vernichtete. Dies trug auch dazu bei, dass Velden noch vor Beginn der Badesaison zu einem sogenannten „Villen-Kurort“ ausgebaut wurde.
Den Namenszusatz „am Wörther See“ führt die Gemeinde seit dem Jahr 1893. Marktgemeinde ist Velden seit dem 2. Mai 1947.
Während des Kärntner Abwehrkampfs im Jahr 1919 drangen Truppen des SHS-Staats bis nach Velden vor und besetzten den Ort zeitweilig, woran heute ein Gedenkstein erinnert.
Am 18. März 2017 beschloss der Gemeinderat Veldens einstimmig ein Bauverbot für bestimmte geografische Abschnitte des Gemeindegebietes für die Dauer von zwei Jahren, um den weiteren Bau von sogenannten „Klötzen“ in der Nähe oder sogar direkt am Wörthersee zu limitieren. Ziel dieser Maßnahme war es, den freien Seezugang für Gemeindebürger sowie auch für Touristen sicherzustellen und das historische Ortsbild Veldens zu erhalten.

### Bevölkerung
Laut Volkszählung im Jahr 2001 hatte die Marktgemeinde Velden eine Wohnbevölkerung von 8.545, davon besaßen 93,1 % die österreichische, 3,6 % die deutsche und 1,8 % die bosnische Staatsbürgerschaft. Der Anteil der Kärntner Slowenen an der Gesamtbevölkerung betrug 2,8 %.
78,7 % der Veldener bekannten sich zur römisch-katholischen Kirche, 7,2 % zur evangelischen und 1,2 % zum Islam, 8,6 % der Bevölkerung war ohne religiöses Bekenntnis.
| Velden am Wörther See: Einwohnerzahlen von 1869 bis 2024 | Velden am Wörther See: Einwohnerzahlen von 1869 bis 2024 | Velden am Wörther See: Einwohnerzahlen von 1869 bis 2024 | Velden am Wörther See: Einwohnerzahlen von 1869 bis 2024 | Velden am Wörther See: Einwohnerzahlen von 1869 bis 2024 |
| -------------------------------------------------------- | -------------------------------------------------------- | -------------------------------------------------------- | -------------------------------------------------------- | -------------------------------------------------------- |
| Jahr                                                     |                                                          |                                                          |                                                          | Einwohner                                                |
| 1869                                                     | 1869                                                     |                                                          | 3.375                                                    | 3.375                                                    |
| 1880                                                     | 1880                                                     |                                                          | 3.547                                                    | 3.547                                                    |
| 1890                                                     | 1890                                                     |                                                          | 3.612                                                    | 3.612                                                    |
| 1900                                                     | 1900                                                     |                                                          | 3.631                                                    | 3.631                                                    |
| 1910                                                     | 1910                                                     |                                                          | 3.917                                                    | 3.917                                                    |
| 1923                                                     | 1923                                                     |                                                          | 4.281                                                    | 4.281                                                    |
| 1934                                                     | 1934                                                     |                                                          | 4.852                                                    | 4.852                                                    |
| 1939                                                     | 1939                                                     |                                                          | 5.041                                                    | 5.041                                                    |
| 1951                                                     | 1951                                                     |                                                          | 6.389                                                    | 6.389                                                    |
| 1961                                                     | 1961                                                     |                                                          | 6.635                                                    | 6.635                                                    |
| 1971                                                     | 1971                                                     |                                                          | 7.546                                                    | 7.546                                                    |
| 1981                                                     | 1981                                                     |                                                          | 7.413                                                    | 7.413                                                    |
| 1991                                                     | 1991                                                     |                                                          | 7.970                                                    | 7.970                                                    |
| 2001                                                     | 2001                                                     |                                                          | 8.543                                                    | 8.543                                                    |
| 2011                                                     | 2011                                                     |                                                          | 8.793                                                    | 8.793                                                    |
| 2021                                                     | 2021                                                     |                                                          | 9.100                                                    | 9.100                                                    |
| 2024                                                     | 2024                                                     |                                                          | 9.098                                                    | 9.098                                                    |
| Quelle(n): Statistik Austria, Gebietsstand 1.1.2021      |                                                          |                                                          |                                                          |                                                          |

## Kultur und Sehenswürdigkeiten

Das Logo von Velden

Velden ist aufgrund seiner günstigen geografischen Lage am Ufer des Wörthersees ein beliebter Kur- und Wohnort. Daher gibt es in Velden, ähnlich wie in anderen Orten rund um den Wörthersee, eine Vielzahl von architektonisch bedeutenden Bauwerken, insbesondere Villen:
- Schloss Velden
- Katholische Pfarrkirche Augsdorf Maria Rosenkranzkönigin
- Katholische Pfarrkirche Köstenberg Hll. Philipp und Jakob
- Katholische Pfarrkirche Kranzlhofen hl. Johannes der Täufer
- Katholische Pfarrkirche Lind ob Velden hl. Martin
- Katholische Alte Pfarrkirche St. Egyden an der Drau und Neue Pfarrkirche St. Egyden an der Drau hl. Ägidius
- Katholische Pfarrkirche Velden am Wörther See Unsere Liebe Frau
- Das Casino Velden wurde im Jahr 1922 eröffnet und im Jahr 1934 durch die staatliche Österreichische Casino AG (heute Casinos Austria) übernommen. Ein im Jahr 1987 begonnener Neubau wurde im Jahr 1989 seiner Bestimmung übergeben.

- Villa Helene (ehemals Villa Schick), Ende 19. Jahrhundert als Landhaus errichtet
- Wohn- und Geschäftshaus Kuzmany, Georg Wünschmann, 1897/98
- Mösslacherhaus, früher Bau von Franz Baumgartner
- Hotel Kointsch, Franz Baumgartner, 1909
- Hotel Mösslacher, Franz Baumgartner, 1912
- Hotel Carinthia, Franz Baumgartner, 1924/26
- Villa Stelzer, Franz Baumgartner, 1925
- Feuerwehrhaus, Franz Baumgartner, 1925
- Haus Klützke, Franz Baumgartner, 1925/30
- Haus Hilde Gessenharter, Franz Baumgartner, 1930
- Haus Seeblick, Franz Baumgartner, 1933
- Villa Carinthia, erbaut Ende des 19. Jahrhunderts
- Zur Erinnerung an das 60. Regierungsjubiläum von Kaiser Franz Joseph I. (1848–1916) wurde der Kaiserbrunnen unweit des Veldener Bahnhofes errichtet. Er spendet Hochquellen-Trinkwasser. Renoviert wurde der Brunnen, der vom Wasserwerk Velden-Schiefling versorgt wird, im Jahr 1969.

### Erholungsgebiete
Neben dem Ort Velden selbst und dem Wörthersee gibt es in Velden noch einige weitere Örtlichkeiten, die den Bürgern und den Kurgästen Veldens als Erholungsgebiete dienen. In diesem Kontext hervorzuheben sind vor allem, der Jeserzer See, der sich zur Gänze im Ortsgebiet Veldens befindet, der sogenannte Bäckerteich sowie der Forstsee, der sich jedoch im Gebiet der Gemeinde Techelsberg am Wörther See befindet.

### Regelmäßig stattfindende Veranstaltungen
- Internationale Sportwagenwochen und Sportwagenfestival Velden, jährlich im Juni, Veranstalter: Heribert Kasper
- Internationales Humorfestival Velden, seit dem Jahr 2009 jährlich im September, Leitung: Christian Hölbling
- Flaniermeile Velden, jährlich im Juli und August, täglich am Abend – Straßenkunst am Seecorso
- Velden-Village, jährlich im September – Velden feiert mit den Fans der European Bike Week
- Veldener Advent, jährlich an den Adventwochenenden[5]

## Wirtschaft und Infrastruktur
| Velden ist traditionell eine Gemeinde, die in wirtschaftlicher Hinsicht vor allem durch den Fremdenverkehr geprägt ist. Von den über 2500 Arbeitsplätzen im Ort entfallen 100 auf die Landwirtschaft und knapp 400 auf die Wirtschaftszweige Produktion und Gewerbe. Über 2000 Menschen sind derzeit im Dienstleistungssektor beschäftigt. Hier sind vor allem die sozialen, öffentlichen Dienste mit 600 Arbeitnehmern und der Bereich Beherbergung und Gastronomie mit 500 Arbeitnehmern zu nennen. Außerdem ist der Handel mit 400 Beschäftigten ein wichtiger Arbeitgeber im Ort (Stand 2011). Von den jährlich ca. 500.000 Übernachtungen in Velden entfallen jeweils über 100.000 auf die Monate Juli und August. Ungefähr die Hälfte der Gäste sind Österreicher (Stand 2019). - Eisenbahn: Velden liegt an der Südbahn mit Zug- und S-Bahn-Verbindungen nach Villach und nach Klagenfurt. Es gibt im Ortsgebiet eine Haltestelle (Lind/Rosegg) und den historischen Bahnhof von Velden, der sich in der Nähe des Ortskerns befindet. - Straßen: Im Norden des Gemeindegebiets verläuft die Süd Autobahn A2. Velden ist mit zwei Zubringern (Velden Ost und Velden West) an diese angeschlossen. Außerdem liegt Velden an der Kärntner Bundesstraße B 83. Im Gebiet der Gemeinde Velden am Wörther See befinden sich derzeit 3 öffentlichen Volksschulen (Velden, Köstenberg und Lind ob Velden) sowie eine Musikschule und eine öffentliche Mittelschule. Die Volksschule St.Egyden wurde im Jahr 2024 geschlossen. Außerdem ist Velden Standort einer sogenannten internationalen Schule, und zwar der ISC Carinthia. | Die zur Anzeige dieser Grafik verwendete Erweiterung wurde dauerhaft deaktiviert. Wir arbeiten aktuell daran, diese und weitere betroffene Grafiken auf ein neues Format umzustellen. (Mehr dazu) |

## Politik

### Gemeinderat
Der Gemeinderat besteht aus 27 Mitgliedern und setzt sich seit der Gemeinderatswahl 2021 aus Mandaten der folgenden Parteien zusammen:
- 16 SPÖ
- 7 ÖVP
- 3 FPÖ
- 1 Grüne

### Bürgermeister
Mit Ferdinand Vouk stellt derzeit die SPÖ in Velden am Wörther See den Bürgermeister.

### Wappen
Seit etwa dem Jahr 1900 wurde von der Gemeinde ein Wappen mit dem Schlossportal auf einem mit Seerosen belegten Wellenschildfuß verwendet.
Die heutige Form des Ortswappens geht auf einen Entwurf des lokalen Grafikers, ehemaligen Bürgermeisters und Ehrenbürgers Veldens Heinrich Ebner (1911–1998) zurück.
Wellenschildfuß und Seerose charakterisieren die Lage des Ortes am Wörthersee. Das manieristische Schlossportal von 1603 erinnert an die Familie Khevenhüller und deren Lustschloss in Velden. Das Wappen wurde der Marktgemeinde am 4. September 1965 offiziell verliehen.
Die amtliche Blasonierung lautet:

„Ein von Rot und Blau im silbernen Wellenschnitt im Verhältnis 3 zu 2 geteilter Schild, dessen unteres Feld von sechs zum Schnitt parallelen silbernen Wellenlinien geteilt ist. Im Schildfuß eine goldene, schwarz gefasste Seerose mit drei grünen, schwarz gefassten Blättern, die von einem bis zu oberene Schildrand reichenden silbernen, schwarz gefugten Rustikaportal (Form des Veldener Schlossportals) überhöht wird.“

Die Fahne ist Rot-Weiß mit eingearbeitetem Wappen.

### Städtepartnerschaften
- Gemona del Friuli, Italien, seit 1958
- Bled, Slowenien, seit 2000[12]

## Persönlichkeiten

### Ehrenbürger der Gemeinde
- 1983: Leo Wallner (1935–2015), Manager und Sportfunktionär
- 1996: Karl Spiehs (1931–2022), Filmproduzent

### Söhne und Töchter der Gemeinde
- Bartholomäus Wrann (1813–1885), Notar und Abgeordneter zum Abgeordnetenhaus
- Anton Falle (1886–1945), Politiker der Sozialdemokratischen Arbeiterpartei (SdP), Widerstandskämpfer gegen den Nationalsozialismus
- Artur Pipan (1919–2009), Brigadier des österreichischen Bundesheeres
- Steffi Stroux (* 1934), Filmschauspielerin
- Andrej Kokot (1936–2012), Schriftsteller, Lyriker und Übersetzer der slowenischsprachigen Volksgruppe in Kärnten
- Robert Rogner (* 1941), Baumeister
- Elmar Schuberth (* 1969), Triathlet
- Sabrina Müller (* 1993), Volleyballspielerin

### Mit der Gemeinde verbundene Persönlichkeiten
- Franco Andolfo (1938–2012), Entertainer, Schlagersänger und Komponist
- Anton Bulfon (1885–1961), Baumeister
- Wolfgang Bulfon (* 1946), Politiker (SPÖ)
- Moritz Czeitschner (1880–1972), Angestellter und Politiker
- Anton Karl Gebauer (1872–1942), Lehrer, Asienforscher, Reisender, Ethnograph und Schriftsteller
- Kathrin Glock (* 1980), Unternehmerin
- Ernst Graef (1909–1985), Maler, Grafiker, Kunsthandwerker und Entwurfszeichner
- Marianne Scheel (1902–2002), Kinderbuchillustratorin und -autorin
- Grete Seidl (1921–2006), Mundartdichterin